# سارة ووترز
سارة ووترز (بالإنجليزية: Sarah Waters) (و. 1966  م) هي روائية، وكاتِبة، وأخصائي في الأدب، وأستاذ جامعي بريطانية، وهي عضوةٌ في الجمعية الملكية للأدب.

## التعليم
تعلمت في جامعة كنت، وكلية الملكة ماري, جامعة لندن.

## جوائز
حصلت على جوائز منها:
- جائزة لامدا الأدبية
- زميل في الجمعية الملكية للأدب.

## وصلات خارجية
- سارة ووترز على موقع IMDb (الإنجليزية)
- سارة ووترز على موقع قاعدة بيانات الفيلم (الإنجليزية)
- سارة ووترز في قاعدة بيانات الأفلام على الإنترنت